# Орловка (Марьяновский район)
Орло́вка — село в Марьяновском районе Омской области России, административный центр Орловского сельского поселения. Основано в 1752 году.
Население — 1275 чел. (2010)

## Физико-географическая характеристика
Орловка находится в южной лесостепи в пределах Ишимской равнины, являющейся частью Западно-Сибирской равнины. Встречаются осиново-берёзовые колки, в понижениях — небольшие болотца. Высота центра населённого пункта — 109 метров над уровнем моря. В окрестностях населённого пункта распространены чернозёмы языковатые обыкновенные.
По автомобильным дорогам расстояние до областного центра города Омск составляет 67 км, до районного центра посёлка Марьяновка — 19 км.
Климат
Климат резко континентальный, со значительными перепадами температур как между климатическими сезонами, так и порой в течение суток (согласно классификации климатов Кёппена — Dfb). Многолетняя норма осадков — 391 мм. Наибольшее количество осадков выпадает в июле — 64 мм, наименьшее в марте — 13 мм. Среднегодовая температура положительная и составляет + 1,2 С, среднесуточная температура самого холодного месяца — января −17,6 С, самого жаркого — июля +19,4 С.
Часовой пояс
Орловка,как и вся Омская область находится в часовой зоне МСК+3. Смещение применяемого времени относительно UTC составляет +6:00.

## История
Основано переселенцами с Украины в 1752 году. В 1752-55 годах в целях защиты от джунгар была возведена цепочка укреплений по северному склону Камышловской долины известная как Новая или Горькая линия. Заимка вошла в её состав. К середине XIX века линия укреплений своё военное назначение утратила и бывшие крепости и редуты превратились в казачьи станицы и поселки. В 1881 году в четырёх казачьих поселках Омского уезда: в Степном, Курганском, Покровском, Орловском — была устроена подвижная школа. Подвижные школы были заменены постоянными в каждом из названных поселков в 1894 году. В 1890-х в Орловке имелась часовня Архистратига Михаила (закрыта в 1928 году)
В начале XX века посёлок Орловский получил статус станицы (выделена из станицы Степнинской).
В 1929 году организована сельскохозяйственная артель «Красный Сибиряк». 14 ноября 1950 года сельхозартель (колхоз) «Красный Сибиряк» была объединена с колхозом «Память Войкова», новое хозяйство стало называться колхоз «Победа». 26 февраля 1951 года произошло слияние колхоза имени Сталина и колхоза «Победа». Объединённый колхоз стал называться имени Сталина. Правление колхоза перевели в село Орловка. На основании объединённого собрания колхозников 11 ноября 1961 года колхоз имени Сталина был переименован и стал называться колхозом «Знамя коммунизма». В колхозе функционировала молочная ферма, маслодельный цех, свиноферма, инкубатор. В 1968 году была построена новая школа, затем — дом культуры, колхозная столовая, парк отдыха, новое здание магазина, детский сад, амбулатория.
В 1990-е годы колхоз преобразован в закрытое акционерное общество «Знамя».

## Население
| 2010 |
| ---- |
| 1275 |